# Marcelo Bordon
Marcelo José Bordon (ur. 7 stycznia 1976 w Ribeirão Preto) – piłkarz brazylijski grający podczas kariery na pozycji środkowego obrońcy.

## Kariera klubowa
Bordon pochodzi z miasta Ribeirão Preto. Jego pierwszym klubem w karierze było tamtejsze Botafogo Ribeirão Preto. Grał tam jednak tylko w młodzieżowych drużynach, a w 1993 roku przeszedł do São Paulo FC i w 1994 roku zadebiutował w jego barwach w lidze brazylijskiej. W tym samym roku wywalczył swoje pierwsze trofea w profesjonalnym futbolu: Copa Conmebol i Recopa Sudamericana. Z São Paulo nie zdołał wywalczyć mistrzostwa kraju i jedynie w 1998 roku sięgnął po tytuł mistrza stanu São Paulo. W klubie tym przez 5 lat rozegrał łącznie tylko 57 meczów i zdobył w nich 2 gole.
Latem 1999 roku Bordon trafił do klubu niemieckiej Bundesligi VfB Stuttgart. W lidze zadebiutował 14 sierpnia w zremisowanym 0:0 spotkaniu z Werderem Brema. Niemal od początku swojej kariery w VfB był podstawowym zawodnikiem zespołu. W pierwszych latach gry Bordona w tym klubie, zajmował on miejsca w środku tabeli, ale w 2003 roku pod wodzą Felixa Magatha sięgnął po wicemistrzostwo kraju. W sezonie 2003/2004 Bordon wystąpił w rozgrywkach Ligi Mistrzów i doszedł ze Stuttgartem do 1/8 finału, a w lidze zajął 4. pozycję.
W 2004 roku za 4,5 miliona euro Bordon przeszedł do Schalke 04, a do zespołu z Gelsenkirchen ściągnął go trener Jupp Heynckes. W Schalke Brazylijczyk zadebiutował 14 sierpnia w wygranym 2:1 spotkaniu z 1. FC Kaiserslautern i od początku sezonu zaczął grać w pierwszej jedenastce. Wywalczył wtedy swoje drugie w karierze wicemistrzostwo Niemiec, a w sezonie 2005/2006 wystąpił w rozgrywkach Ligi Mistrzów. W lidze Schalke zajęło 4. pozycję. Na początku sezonu 2006/2007 Bordon został mianowany kapitanem zespołu. Wystąpił w 1. rundzie Pucharu UEFA, ale zespół z Zagłębia Ruhry odpadł po dwumeczu z AS Nancy. W Bundeslidze natomiast do końca sezonu rywalizował z zespołem o mistrzostwo kraju, ale ostatecznie jego zespół okazał się gorszy od VfB Stuttgart i zakończył rozgrywki na 2. pozycji.
| Sezon   | Klub          | Kraj     | Rozgrywki                     | Mecze | Bramki |
| ------- | ------------- | -------- | ----------------------------- | ----- | ------ |
| 1994    | São Paulo FC  | Brazylia | Campeonato Brasileiro Série A | 7     | 0      |
| 1995    | São Paulo FC  | Brazylia | Campeonato Brasileiro Série A | 6     | 0      |
| 1996    | São Paulo FC  | Brazylia | Campeonato Brasileiro Série A | 19    | 1      |
| 1997    | São Paulo FC  | Brazylia | Campeonato Brasileiro Série A | 13    | 1      |
| 1998    | São Paulo FC  | Brazylia | Campeonato Brasileiro Série A | 12    | 0      |
| 1999/00 | VfB Stuttgart | Niemcy   | Bundesliga                    | 23    | 2      |
| 2000/01 | VfB Stuttgart | Niemcy   | Bundesliga                    | 28    | 0      |
| 2001/02 | VfB Stuttgart | Niemcy   | Bundesliga                    | 28    | 3      |
| 2002/03 | VfB Stuttgart | Niemcy   | Bundesliga                    | 26    | 2      |
| 2003/04 | VfB Stuttgart | Niemcy   | Bundesliga                    | 24    | 4      |
| 2004/05 | Schalke 04    | Niemcy   | Bundesliga                    | 27    | 2      |
| 2005/06 | Schalke 04    | Niemcy   | Bundesliga                    | 31    | 2      |
| 2006/07 | Schalke 04    | Niemcy   | Bundesliga                    | 28    | 3      |
| 2007/08 | Schalke 04    | Niemcy   | Bundesliga                    | 31    | 5      |
| 2008/09 | Schalke 04    | Niemcy   | Bundesliga                    | 21    | 2      |
| 2009/10 | Schalke 04    | Niemcy   | Bundesliga                    | 30    | 0      |

## Kariera reprezentacyjna
W reprezentacji Brazylii Bordon zadebiutował 28 kwietnia 2004 roku w wygranym 4:1 towarzyskim meczu z Węgrami.